# 布利姆
布利姆（法語：Blismes，法語發音：[blim]）是法国涅夫勒省的一个市镇，属于希农堡（城）区。

## 地理
布利姆（47°7'53"N, 3°49'13"E）面积26.89 平方千米，位于法国勃艮第-弗朗什-孔泰大區涅夫勒省，该省份为法国中部省份，北至约讷省，西北接卢瓦雷省，西接谢尔省，南至阿列省，东南接索恩-卢瓦尔省，东临科多尔省。
与布利姆接壤的市镇（或旧市镇、城区）包括：蒙特勒永、巴祖瓦地区欧奈、沙坦、舒尼、多马坦、格朗德里河畔丹、莫尔旺地区蒙蒂尼。

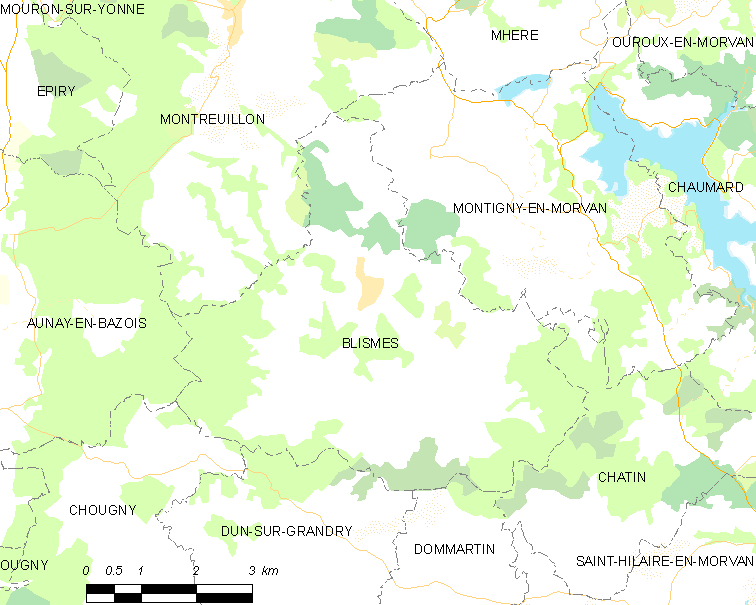
布利姆的OSM定位图

布利姆的时区为UTC+01:00、UTC+02:00（夏令时）。

## 行政
布利姆的邮政编码为58120，INSEE市镇编码为58034。

## 政治
布利姆所属的省级选区为希农堡县。

## 人口

1962-2008年间布利姆人口变化图示

布利姆于2022年1月1日时的人口数量为187人。